# Атанасиу, Теодор
Теодор Атанасиу (рум. Teodor Atanasiu; род. 23 сентября 1962, Куджир) — румынский политик, государственный деятель, инженер, министр обороны Румынии (2004—2006). Вице-президент Сената Румынии.
В 1987 году окончил с отличием механический факультет университета Бухареста. Затем работал с 2001 года работал в коммерческой компании в родном городе.
Член Национальной либеральной партии Румынии.
С 29 декабря 2004 по 25 октября 2006 года был министром обороны Румынии в правительстве Кэлина Попеску-Тэричану.
Позже был назначен главой Управления по возвращению государственных активов и занимал эту должность до декабря 2008 года.
В 2008 году был избран депутатом Палаты депутатов Румынии, работал в комитете по экономике, реформам и приватизации, продолжил работать в объединенном парламентском комитете, осуществляющем надзор за деятельностью румынской разведывательной службы.
Сенатор Румынии (2012—2016).
В 2012 году был обвинён в фальсификации результатов голосования.